# Patrick Revelli
Patrick Revelli (Mimet, 1951. június 22. –) válogatott francia labdarúgó, csatár. Testvére Hervé Revelli (1946–) válogatott francia labdarúgó.

## Pályafutása

### Klubcsapatban
1968 és 1978 között az AS Saint-Étienne, 1978 és 1982 között a Sochaux, 1982 és 1984 között az AS Cannes labdarúgója volt. A Saint-Étienne csapatával négy-négy francia bajnoki címet és kupagyőzelmet ért el. Tagja volt az 1975–76-os idényben BEK-döntős együttesnek. A Sochaux-val az 1980–81-es idényben elődöntős volt az UEFA-kupában.

### A válogatottban
1973 és 1977 között öt alkalommal szerepelt a francia válogatottban és egy gólt szerzett.

## Sikerei, díjai
Saint-Étienne
- Francia bajnokság (Ligue 1)
  - bajnok (4): 1969–70, 1973–74, 1974–75, 1975–76
- Francia kupa (Coupe de France)
  - győztes (4): 1970, 1974, 1975, 1977
- Bajnokcsapatok Európa-kupája (BEK)
  - döntős: 1975–76

 Sochaux
- UEFA-kupa
  - elődöntős: 1980–81

## Statisztika

### Mérkőzései a francia válogatottban
| Franciaország | Franciaország       | Franciaország               | Franciaország | Franciaország | Franciaország | Franciaország | Franciaország | Franciaország |
| #             | Dátum               | Helyszín                    | Hazai         | Eredmény      | Vendég        | Kiírás        | Gólok         | Esemény       |
| ------------- | ------------------- | --------------------------- | ------------- | ------------- | ------------- | ------------- | ------------- | ------------- |
| 1.            | 1973. november 21.  | Párizs, Parc des Princes    | Franciaország | 3 – 0         | Dánia         | barátságos    | -             | 75'           |
| 2.            | 1974. március 23.   | Párizs, Parc des Princes    | Franciaország | 1 – 0         | Románia       | barátságos    | -             | 57'           |
| 3.            | 1974. szeptember 7. | Wrocław, Stadion Olimpijski | Lengyelország | 0 – 2         | Franciaország | barátságos    | -             | 71'           |
| 4.            | 1976. április 24.   | Lens, Stade Félix Bollaert  | Franciaország | 2 – 0         | Lengyelország | barátságos    | 1             | 64'           |
| 5.            | 1977. február 23.   | Párizs, Parc des Princes    | Franciaország | 1 – 0         | NSZK          | barátságos    | -             | 46'           |
|               | Összesen            |                             |               | 5             | mérkőzés      |               | 1             | gól           |